# Subtone
Subtone ist als eine Art der Tonerzeugung beim Spielen des Saxophons und der Klarinette vor allem im Jazz, aber gelegentlich auch in der zeitgenössischen Musik wesentlich.
Während in der Klassik der Ton über alle Register gleichmäßig klingen soll, versuchen manche Jazzsaxophonisten ihrem Instrument verschiedenste Klangfarben zu entlocken. So hört man im traditionellen Jazz im unteren Register oft den Subtone, einen gehauchten, leiseren, sanfteren Ton, in dem das Luftgeräusch deutlich mitschwingt.
Besonders oft angewandt wird der Subtone bei Balladen auf dem Tenorsaxophon, häufig in Kombination mit Vibrato. Ben Webster und Stan Getz aber auch Archie Shepp und Grover Washington spielen z. B. oft Subtone in den tiefen Lagen. Nicht alle Spieler können auf ihren Instrumente den typischen Subtone-Klang generieren, moderne Mundstück-/Rohrblattkombinationen erschweren dies oft erheblich bzw. erzeugen keinen attraktiven Klang.
Es gibt verschiedene Auffassungen zur Erzeugung des Subtones, die zum Teil gegenläufig sind zu „korrekten“ Spieltechniken und dem Einfluss von Rohrblatt und Mundstück. Subtones können beispielsweise erzeugt werden, indem die Unterlippe etwas nach vorne gerollt wird, so dass das Rohrblatt durch die Lippe etwas abgedämpft wird und weniger schwingt. Auch kann der Unterkiefer etwas fallen gelassen werden.
Gelegentlich wird auch beim Swing-Klarinettisten von einem Subtone im "tiefen Register" gesprochen.